# Orlando Silveira
Orlando Silveira de Oliveira Silva (Rincão, 27 de maio de 1925 — Rio de Janeiro, 22 de dezembro de 1993), mais conhecido como Orlando Silveira, foi um acordeonista, maestro, compositor e arranjador brasileiro.

## Biografia
Com 12 anos, seu pai o ensinou a tocar acordeão. Aos 17, teve as primeiras noções de teoria musical. Logo mudou-se para São Paulo e, recomendado pelo acordeonista Arnaldo Meireles, assinou contrato com a Rádio Tupi, passando a integrar o regional de Antônio Rago. Lá conheceu o cavaquinista Esmeraldino Salles, com quem começou a compor.
Em 1951, foi levado por Luiz Gonzaga ao Rio de Janeiro, onde participou do Regional do Canhoto. Nesta época estudou com Koellreutter, Leo Peracchi e Henrique Morelembaum. Trabalhou de 1956 a 1976 na Gravadora Odeon, onde fez  arranjos para artistas da gravadora, entre eles Elza Soares, Miltinho, Raul Seixas(No disco "Raulzito e os Panteras", de 1968), Marcos Valle, Clara Nunes e Elton Medeiros.
Foi arranjador de Luiz Gonzaga em muitos discos, até o disco "70 Anos de Sanfona e Simpatia", lançado em 1983. Fez arranjos para Pixinguinha, Waldir Azevedo, Abel Ferreira, Conjunto Época de Ouro, Déo Rian, Dirceu Leite, Nelson Gonçalves, Beth Carvalho, Ed Motta e muitos outros.
Como músico, acompanhou vários artistas da MPB, entre eles Jacob do Bandolim, Altamiro Carrilho, Luiz Gonzaga, Belchior, Guinga e Chico Buarque.